# Giljarovia turcica
Espèce
Giljarovia turcica est une espèce d'opilions dyspnois de la famille des Nemastomatidae.

## Distribution
Cette espèce est endémique de Turquie. Elle se rencontre dans les provinces d'Amasya, d'Ordu et de Samsun.

## Description
Le mâle holotype mesure 1,47 mm et la femelle paratype 1,76 mm.

## Systématique et taxinomie
Cette espèce a été décrite par Gruber en 1976.

## Étymologie
Son nom d'espèce lui a été donné en référence au lieu de sa découverte, la Turquie.

## Publication originale
- Gruber, 1976 : « Ergebnisse zoologischer Sammelreisen in der Türkei: Zwei neue Nemastomatidenarten mit Stridulationsorganen, nebst Anmerkungen zur systematischen Gliederung der Familie (Opiliones, Arachnida). » Annalen des Naturhistorischen Museums in Wien, vol. 80, p. 781–801.